# 1916 (musikalbum)
1916 är den brittiska hårdrocksgruppen Motörheads tolfte album, utgivet 1991.
Låten "R.A.M.O.N.E.S." är en hyllning till punkbandet Ramones, som även spelade den flera gånger live under slutet av sin karriär.

## Låtlista
1. "One to Sing the Blues" - 3:07
2. "I'm So Bad (Baby I Don't Care)" - 3:13
3. "No Voices in the Sky" - 4:12
4. "Going to Brazil" - 2:30
5. "Nightmare/The Dreamtime" - 4:40
6. "Love Me Forever" - 5:27
7. "Angel City" - 3:57
8. "Make My Day" - 4:24
9. "R.A.M.O.N.E.S." - 1:26
10. "Shut You Down" - 2:41
11. "1916" - 3:44